# Wrotkarstwo szybkie
Wrotkarstwo szybkie – dyscyplina sportowa odmiana wrotkarstwa, w którym trzeba na rolkach (inline skates) pokonać dystans na torze lub na szosie tak szybko, jak to możliwe. Jest to konkurencja sportowa, w której liczy się przede wszystkim prędkość, technika i czas w jakim zostaje pokonana dana odległość. Technika jazdy znacznie różni się od jazdy fitness. Dzieli się na wyścigi na torze, ulicy, sztafety, maratony i sprinty.

## Sprzęt
We wrotkarstwie szybkim stosowane są specjalne łyżworolki szybkobieżne. But do wrotkarstwa szybkiego zazwyczaj jest lekki, krótki i ściśle przylega do stopy. Pozwala to dokładnie przekazywać siłę i nacisk oraz wykorzystywać mięśnie kostki.
Podwozie każdej rolki - od trzech do czterech kół o średnicy od 80 mm do 125 mm.

## Reguły rozgrywek
Zawody międzynarodowe obejmują kilka dyscyplin na krótki (200 m, 300 m, 500 m), średni (1000 m, 1500 m) i duży dystans (5000 m i więcej) na torze i na szosie. Zaliczanie jest dokonywane zgodnie z regulaminem turnieju.
Start na rolkach odbywa się w taki sam sposób jak na łyżwach. Technika jazdy na rolkach jest bardzo podobna do jazdy na łyżwach, ale jest kilka specjalnych cech:
- jazda na rolkach obejmuje tarcie toczne, a nie tarcie ślizgowe.
- kontrolowanie rolek jest znacznie wyższe niż przy jeździe na łyżwach.
- zawody odbywają się w znacznie wygodniejszych warunkach.

## Zawody wrotkarskie

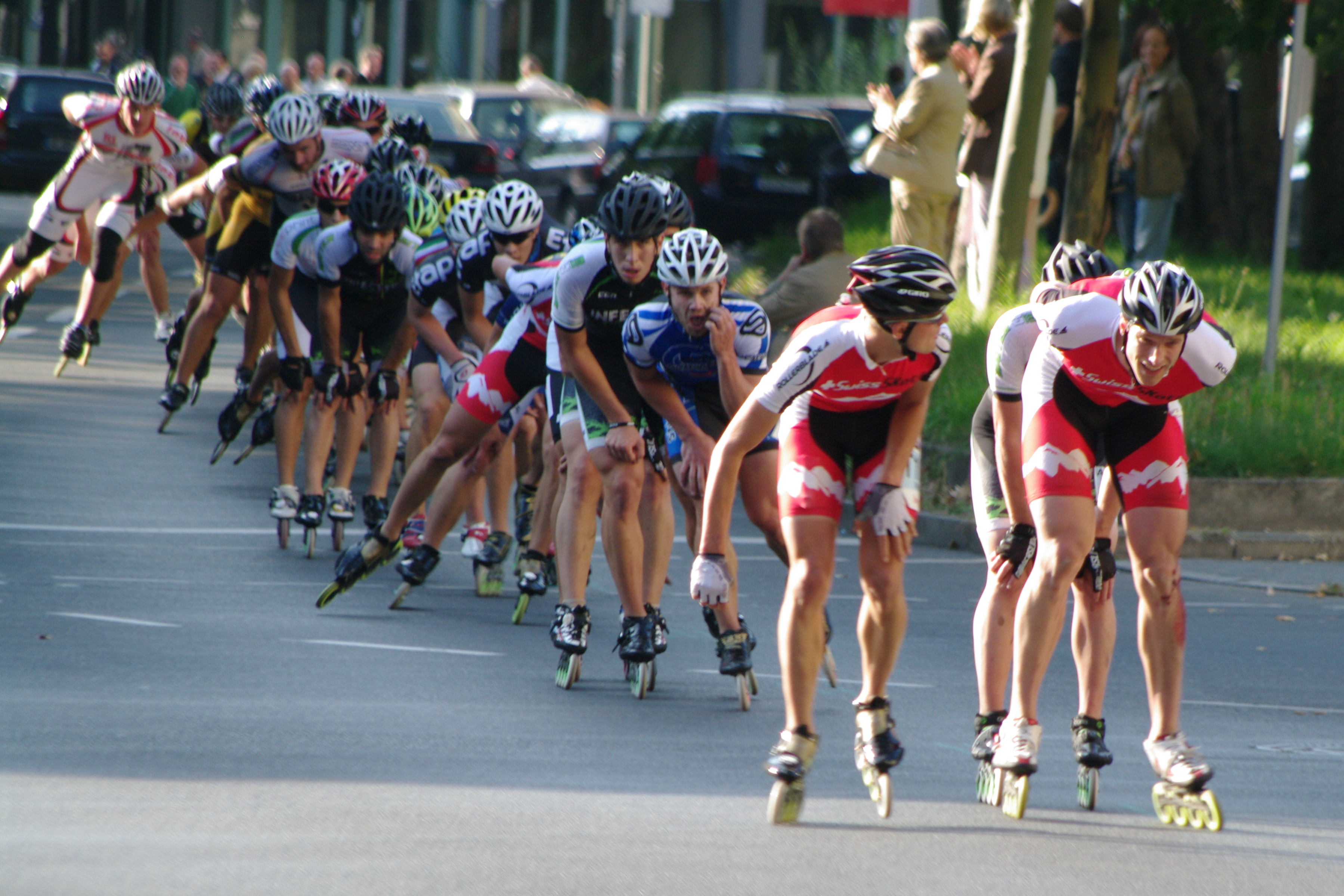
Rolkarze szybcy podczas maratonu

W dyscyplinie tej rozgrywane są międzynarodowe zawody, z Mistrzostwami świata włącznie (od 1937). Zawodnicy występują w licznych turniejach, a Międzynarodowa Federacja Sportów Wrotkarskich od lat stara się o włączenie wrotkarstwa szybkiego oraz innych dyscyplin wrotkarskich do programu Letnich Igrzysk Olimpijskich.